# Cabane de Tracuit
La cabane de Tracuit est une cabane de montagne dans le canton du Valais en Suisse. Elle est située au sud des Diablons et sur le versant ouest du glacier de Tourtemagne à une altitude de 3 259 mètres.

## Histoire
La cabane Baumgartner originale a été construite en 1929. Des extensions ont eu lieu au cours des années 1938, 1968 et 1981. En 2012-2013, un refuge agrandi à l'architecture moderne a été construit légèrement en dessous de l'ancienne cabane qui a été détruite. Il a été inauguré en juin 2013. De l'ancienne cabane, il reste les fondations qui servent désormais de terrasse.

## Caractéristiques
La cabane se situe sur l'arête qui relie la tête de Milon aux Diablons au sud du col de Tracuit (3 227 m). Elle surplombe la vallée de Zinal et se trouve en bordure du glacier de Tourtemagne. Elle est dominée par deux sommets de plus de 4 000 m : le Bishorn et le Weisshorn. L'ascension du Bishorn, parfois appelé « 4 000 des Dames », compte tenu sa facilité technique est l'une des courses prisées à partir de cette cabane.
Durant la saison de gardiennage s'étendant de mi-juin à mi-septembre, la capacité d'accueil de la cabane de Tracuit est de 116 places et en période hivernale de 30 places.
La cabane est la propriété de la section Chaussy du Club alpin suisse (CAS).

## Accès
La montée à pied depuis Zinal prend environ quatre heures pour un dénivelé d'environ 1 600 m.

## Ascensions
- Weisshorn (4 506 m), par l'arête nord-nord-ouest (voie du Grand Gendarme).
- Bishorn (4 151 m), par le versant nord-ouest et le versant ouest.
- Les Diablons (3 609 m) par l'arête sud-sud-est.